# ای‌ام‌سی ایرلاینز
ای‌ام‌سی ایرلاینز (به انگلیسی: AMC Airlines) یک شرکت هواپیمایی با کد یاتا MZ* است که در ۱۹۹۲ میلادی تأسیس شده‌است. دفتر مرکزی ای‌ام‌سی ایرلاینز در قاهره، مصر واقع شده‌است و قطب این شرکت هواپیمایی در فرودگاه بین‌المللی قاهره قرار دارد.